# 外濠 (東京都)

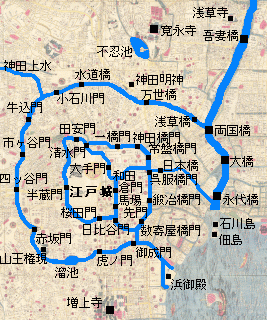
江戸城総構え。左側外周、御成門 - 溜池 - 水道橋、および水道橋 - 一ツ橋門の日本橋川が外濠。

外濠（そとぼり）とは、かつての江戸城の堀のうちの外側のものの総称である。かつては水路で江戸城を取り囲み、また内濠や東京湾（江戸湾）ともつながっていた。現在は、外濠にほぼ沿う形で外堀通りが通っている。
1970年代の飯田濠埋め立てまで、濠を埋めることが度々行われてきたが、現在では都市景観の一つとして保存していこうとする考えが一般である。
外濠沿いに本社を有するヤフーや前田建設工業など19社が、水の流れの復活で外濠を浄化・再生しようと「外濠水辺再生協議会」を立ち上げ、企業連合を作って市民と連動して景観を良くしていこうという動きが見られる。

## 定義

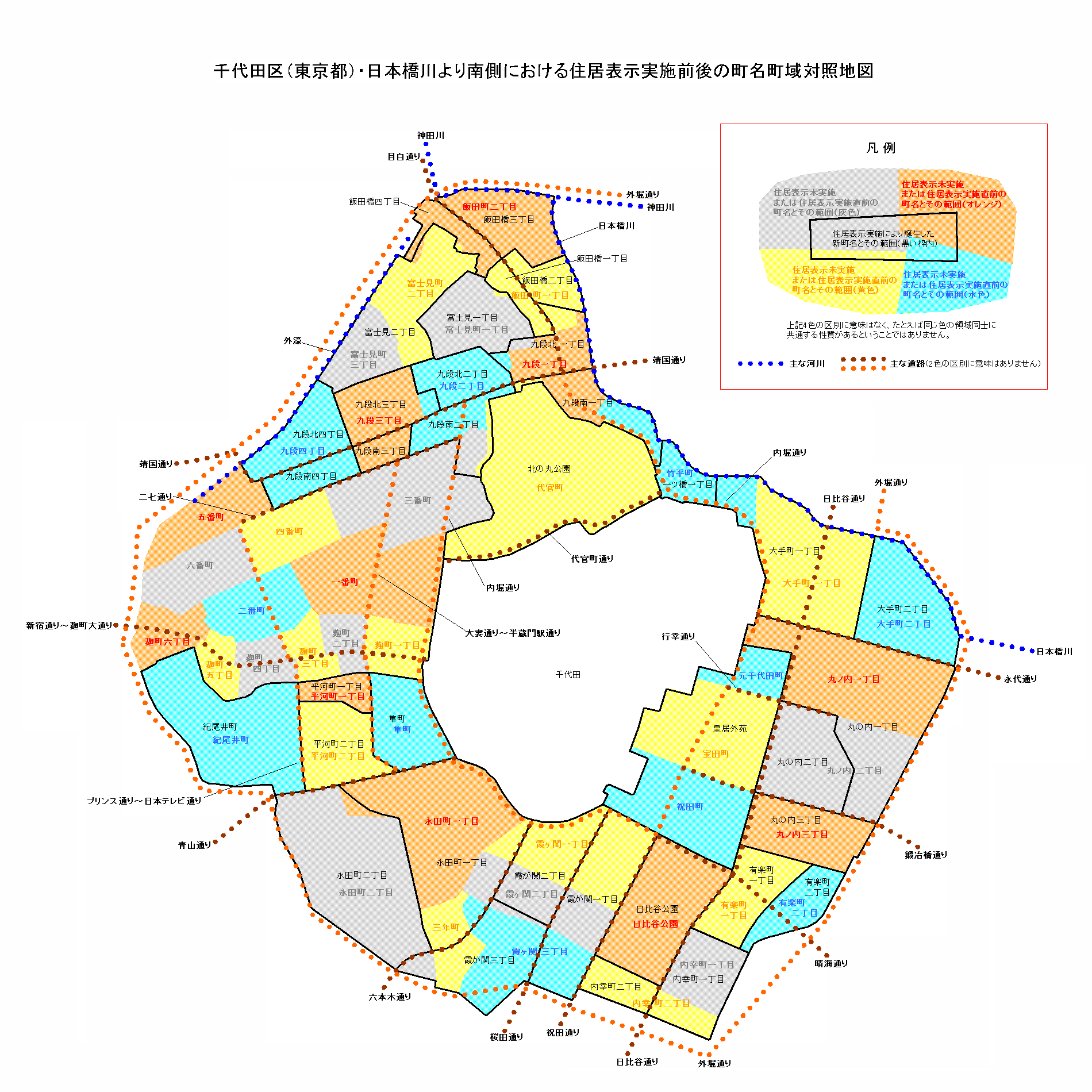
千代田区から神田地域を除いたエリアの図。かつてはこの輪郭をほぼ完全に水路が囲んでいた。

「外濠」の語を広い意味で用いる場合、その経路はおおむね、現在の東京都千代田区から神田地域を除いたもの（旧麹町区）の外周である、と言うことができる。
またこれに加えて、飯田橋以東の神田川下流部までを外濠に含める場合が少なくない。
本項ではこれらについて便宜的に、また「の」の字を描く順に、「日本橋川の一部」「外濠川」「汐留川の一部」「西半部」「神田川下流部」 に区分して扱うこととする。
なお、実際に「外濠」の語が使われる際には、文脈や話者によって、これらすべてを含む場合、「神田川以外」を指す場合、「日本橋川以外」を指す場合、「外濠川のみ」を指す場合、あるいは「西半部 + 神田川下流部」を指す場合など、さまざまな用法があり、この点は混乱を招きやすいので注意が必要である。

## 日本橋川の一部
日本橋川とは、水道橋駅の西、神田川の小石川橋のたもとから南下し、大手町の北縁から呉服橋北、日本橋を経由し、永代橋付近で隅田川に注ぐ水路である。この川の西半部は外濠の一部を構成している。なお、この部分を外濠川（後述）に含める場合もある。
この部分はもと平川と呼ばれ、小石川沼から江戸湾へと注ぐ主要な川筋だった。江戸の都市整備で上流を神田川に奪われ、その後は小さな堀留（行き止まりの水路）に過ぎなかったが、明治になって船運のため再度神田川に接続された。現在は首都高速池袋線に蓋をされた形になっている。
現在の一ツ橋、神田橋、常盤橋のたもとにはそれぞれ一ツ橋門、神田橋門、常盤橋門があった。また雉子橋のやや南には雉子橋門があった。現在、常盤橋門周辺は小公園（常盤橋公園）になり、門の遺構を見ることができる。

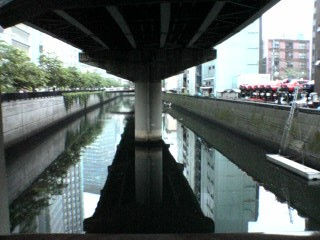
日本橋川上流部の様子

## 外濠川
かつて呉服橋交差点付近で日本橋川から分流、千代田区と中央区の区界を南下し、土橋交差点付近で汐留川に合流していた流路。戦後埋め立てられ、水面を失った。現在、首都高速八重洲線の地下車道が走っている区間にほぼ相当する。

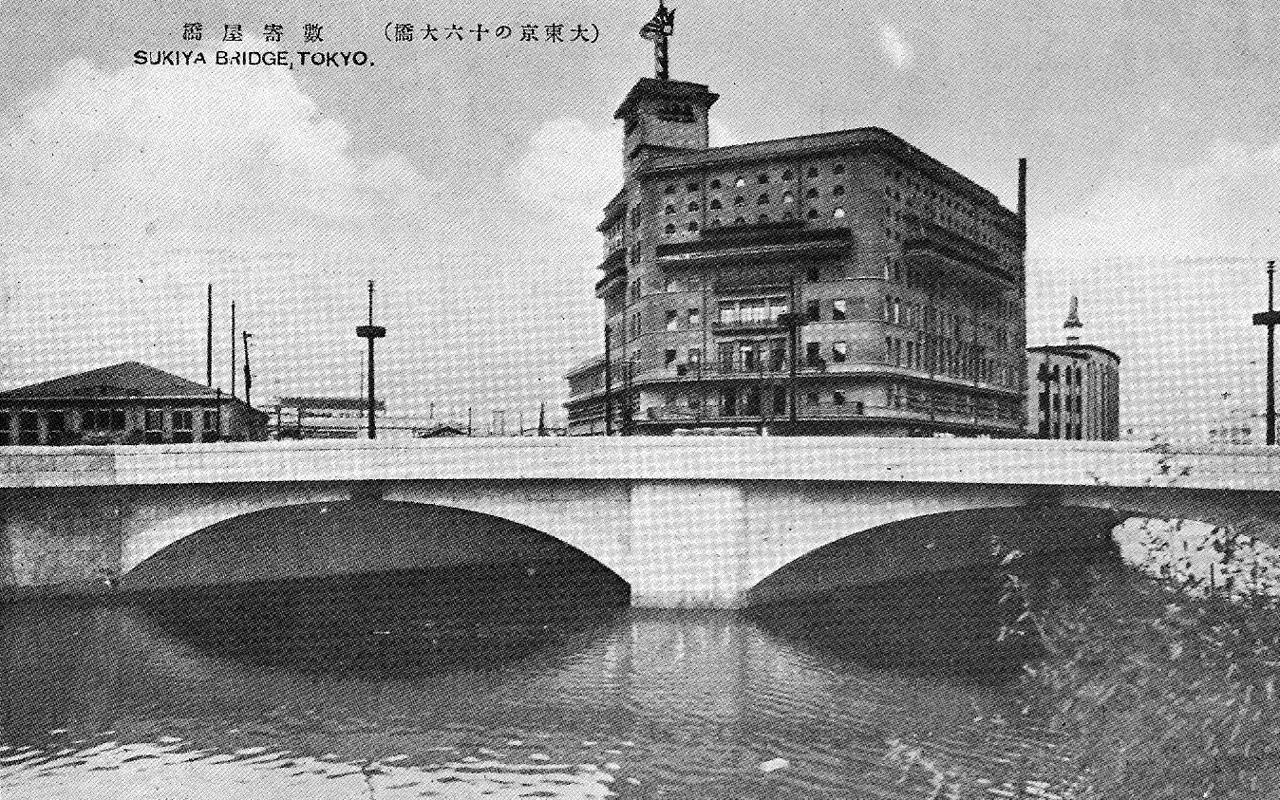
往時の外濠川（数寄屋橋付近）。中央のビルは旧朝日新聞本社（現在の有楽町マリオン）。
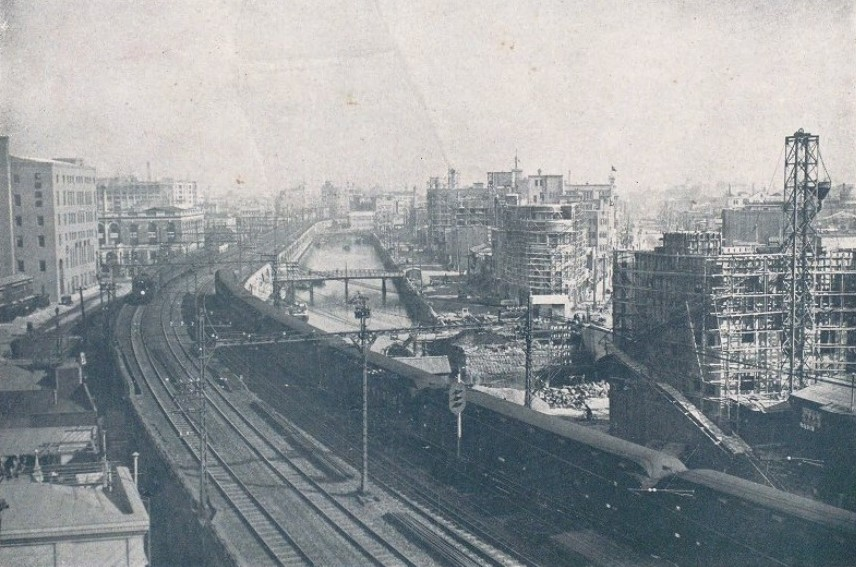
昭和初期の外濠川。新橋駅から北を望み、中ほどに新幸橋が見える（汐留川の新幸橋とは別物）。1954年から埋め立てが始まり、東京高速道路が建設され、その下にはコリドー街が建設された。

### 歴史
徳川家康が江戸幕府を開いた頃は、外濠川近辺は江戸前島と呼ばれる砂州であり、それより江戸城寄りには日比谷入江とよばれる入江が存在した。
慶長期江戸城の外郭である外濠川の開削時期は2説あり、一つは関東入国から開幕前の平川移設時に開削されたとの説（別本慶長江戸図）、もう1つは1606年よりの天下普請による江戸城の建築・整備をする際に、日比谷入江埋立と並行して開削された説がある。川の西側は譜代大名の上屋敷が軒を連ねる武家地、東側は町人地として計画され、川にはいくつかの門が設けられた。
江戸時代以来、近年にいたるまで水運の要としても機能してきたが、戦後に瓦礫処理のために埋め立てが進行。1949年（昭和24年）に呉服橋から鍛冶橋の間と八重洲エリアで埋め立てが完了し、1954年（昭和29年）～1956年（昭和31年）には山下橋から新幸橋が埋め立てられ、1959年（昭和34年）までに呉服橋付近を若干残して全域が埋め立てられ、水路としての外濠（外濠川）は消滅した。西銀座デパートや鉄鋼ビルディングが跡地に建つ。日比谷濠から繋がっていた濠は幕末前後に埋められている。

### 外濠川に架けられていた橋
江戸城の構えとしての門はすべて明治時代に撤去されている。関東大震災において濠から西に逃げる人々が焼死したことを受けて4つの橋が架けられた。後に水面を失ったため、すべての橋は現存せず、交差点名などの地名を遺すのみである。
- 呉服橋 - たもとに呉服橋門があった
- 八重洲橋 ※明治年間に架橋
- 鍛冶橋 - たもとに鍛冶橋門があった
- 有楽橋 ※震災後架橋
- 新有楽橋 ※震災後架橋
- 丸之内橋 ※震災後架橋
- 数寄屋橋 - たもとに数寄屋橋門があった
- 山下橋 - たもとに山下門があった
- 新幸橋 - 震災後架橋。さらに南側で汐留川と接続。

## 汐留川の一部
溜池の南東端、現在の特許庁のあたりには落し口（水位の段差地点。小さな滝になっている）があり、そこから東は汐留川と呼ばれる水路が東京湾へと通じており、虎ノ門、幸橋門などがあった。その後、川も門も失われて痕跡も遺っていない。虎ノ門に近い霞が関コモンゲート（文部科学省）の敷地内ではかつての濠の石組みが発掘され、銀座線「虎ノ門駅」11番出口近くに所在する「江戸城外堀跡地下展示室」で解説展示されている。

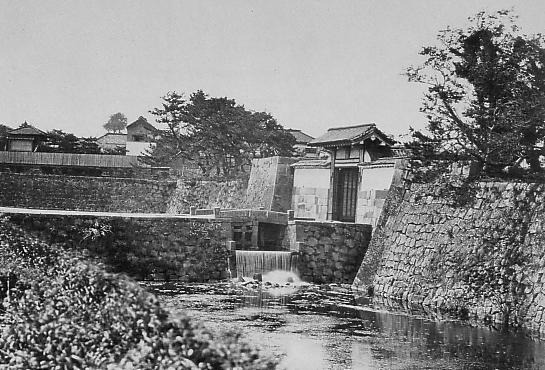
往時の汐留川と虎の門

## 外濠の西半部
飯田橋 - 四谷間の3カ所（牛込濠、新見附濠、市ヶ谷濠。これらは神田川に通じている）、および赤坂見附付近（弁慶濠）に水面が残っている。それ以外の埋め立てられた場所はJRの線路、道路、下駄履き形式の駅ビル（飯田橋駅）などの他、公園やグラウンドなどにも転用されている。
残された濠には、合流式の下水道から大雨のたびに下水が流入する上、ほぼ閉鎖された水環境で水循環が乏しいため、長年にわたり大量のヘドロが堆積。化学的酸素要求量（COD）・生物化学的酸素要求量（BOD）は高くなりがちで、夏場には悪臭とともにアオコの大量発生も見られる。そうしたことから、東京都が1964年東京オリンピック開催時、千代田区が1992年（平成4年）の南北線建設時に合わせてヘドロの除去（浚渫）作業を行った。都では、2020年東京オリンピック・パラリンピックの際、外堀通りはマラソンコースにあたるため、国内外の競技者や観覧者へのおもてなしの一環、都内における水辺で快適な空間を創出することを目的に、2018（平成30）年度から通算3度目の外濠の浚渫作業に着手し、オリンピックイヤー（延期前）の前年にあたる2019年（令和元年）10月までに牛込濠までの浚渫を終えたいとしていた。

### 外濠西半部を構成する各濠と門（見附）
現在の利用状況、史跡としての現状にもふれつつ、溜池を起点として時計回りに解説する。

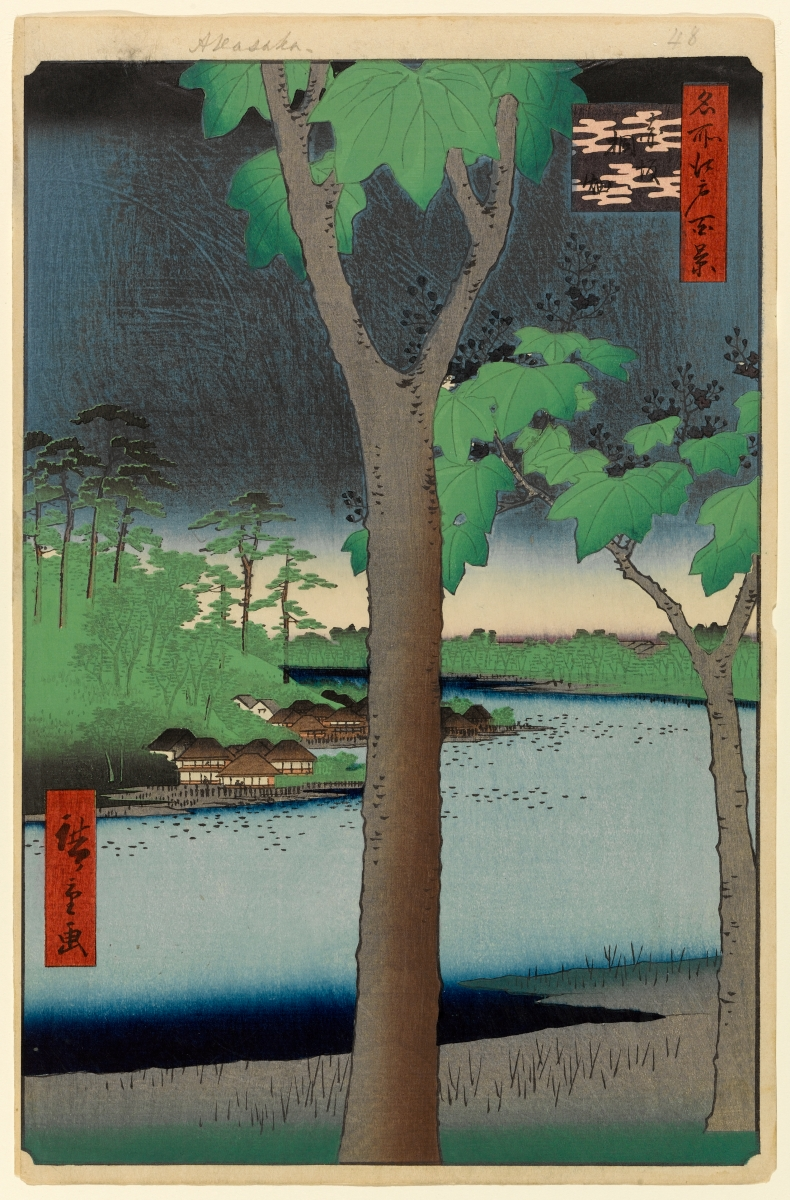
広重「名所江戸百景」に描かれた江戸末期の溜池、赤坂見附駅近辺から南東を望む

#### 溜池
もともと水の湧く沼沢地であり、その地形を活かしたまま外濠に取り込んだものである。江戸時代中期から徐々に埋め立てられ、明治中期には完全に水面を失ったとされ、1888年（明治21年）に「溜池町」が誕生、1947年（昭和22年）の町名変更で「赤坂溜池町」となり、1966年（昭和41年）の住居表示の導入で赤坂1、2丁目の一部となった。現在は、細長かった溜池の長軸を貫く形で外堀通りが走っており、六本木通りと交わる「溜池交差点」にその名を残すのみとなっている。1997年（平成9年）、同交差点に「溜池発祥の碑」が設置された。

#### 赤坂門（赤坂見附）

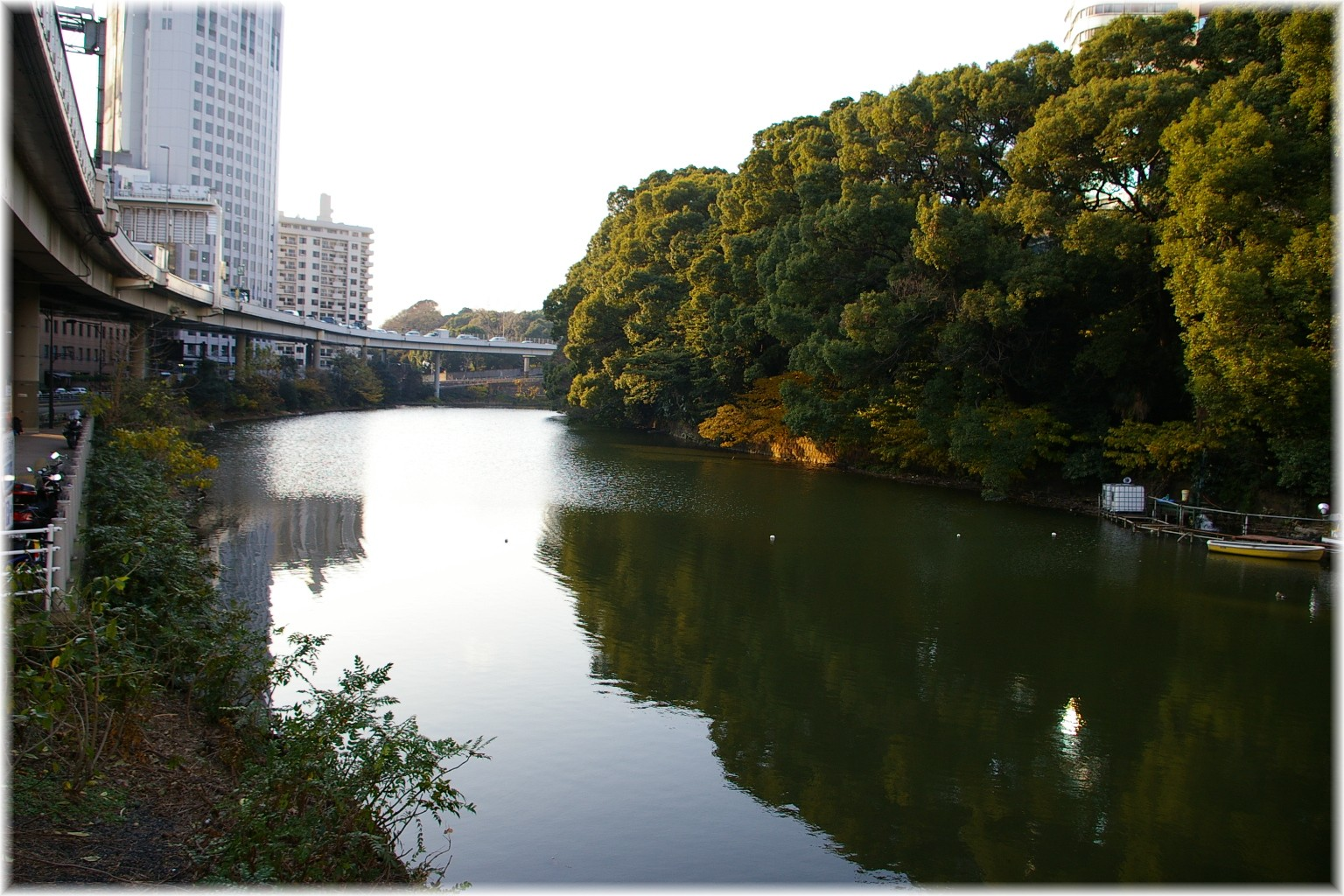
弁慶濠は大きな改変を受けることなく、往時と変わらない姿を伝えている

現在の青山通りを経由して大山道へと連なる西南の関門であった。赤坂見附の地名とともに、門の石組みが一部遺されている。

#### 弁慶濠
ほぼ往時の形のまま現存している。傍らを首都高速新宿線が走る。濠の名前は寛永年間に掘割の仕事を請け負った弁慶小右衛門によると御府内備考にある。また現在桜田濠と呼ばれている内濠の濠も弁慶堀と呼ばれており、区別するためにこちらの濠は赤坂弁慶堀と呼ばれていた。

#### 喰違見附

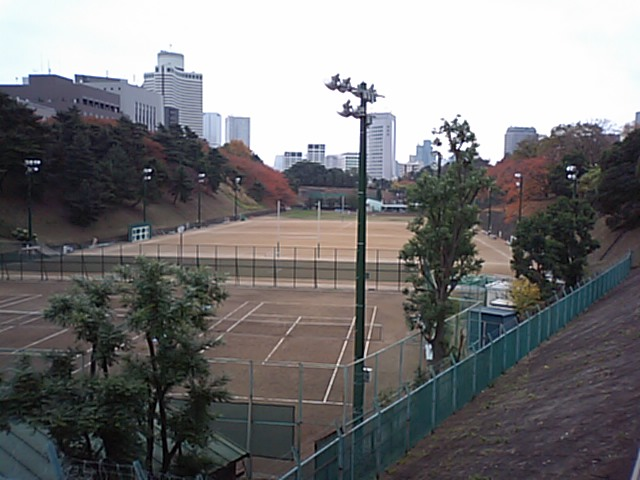
四ツ谷の外濠跡地に作られた上智大学のグラウンド

江戸開府後最も初期に作られた見附のひとつで、他の見附とは異なり、石組みのない簡易的な門であった。したがって枡形も存在しなかったが、かわりにクランク状の道路が作り込まれ、そこから「食い違い」の名を得たという。現在の道路にもその名残りを見ることができる。

#### 四谷濠（真田濠）

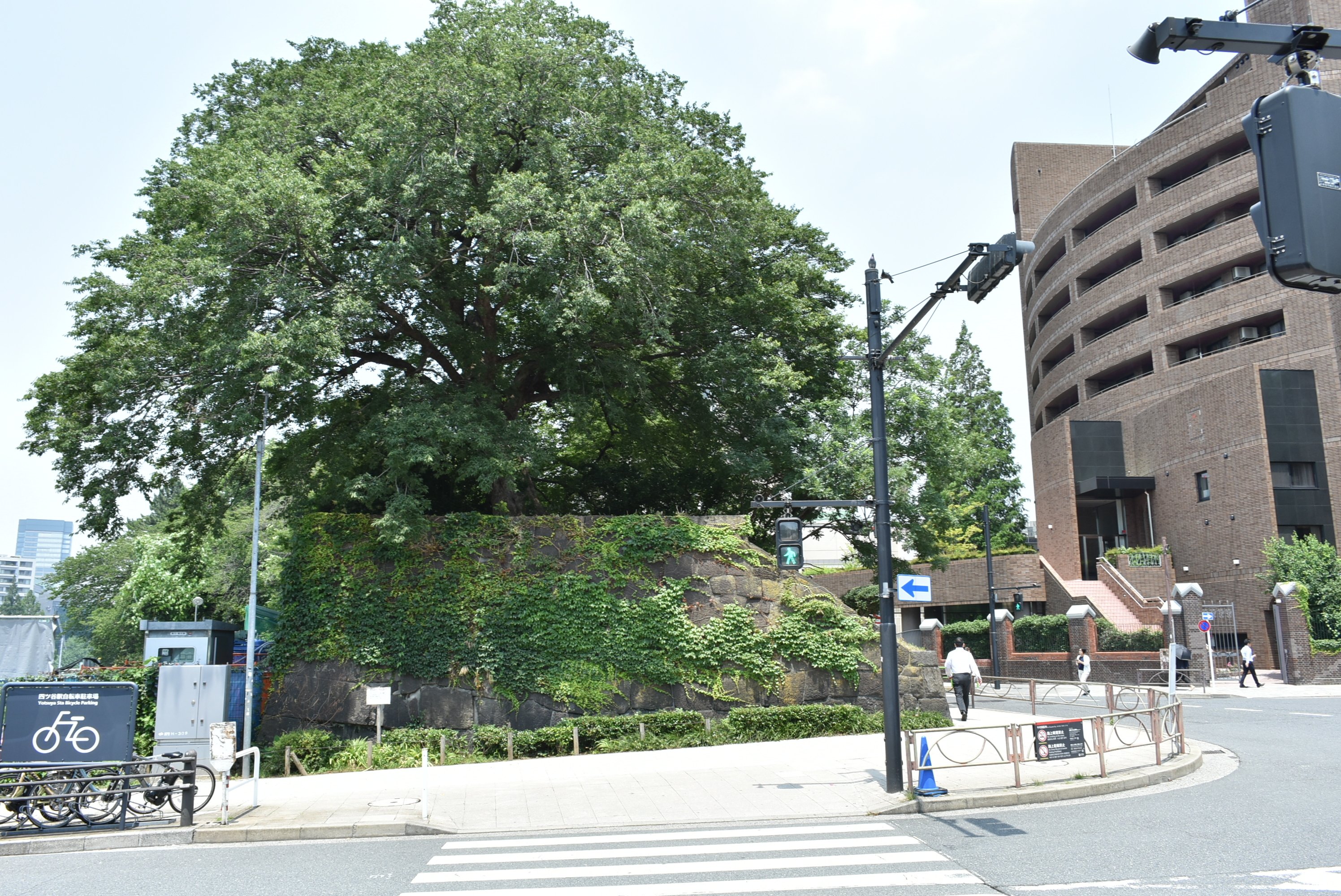
四谷見附跡（2018年6月26日撮影）

この部分はもともと台地であり、東西に延びる分水嶺の南北を繋げる形で開削して作られた人工の地形である。現在は南半が上智大のグラウンド、北半はJRおよび東京メトロ丸ノ内線・四ツ谷駅の敷地になっている。
上智大学グラウンドとして利用されている土地は都有地で、敗戦直後、戦災瓦礫の処理に困った都が、濠に瓦礫を埋める作業を請け負って貰う代わりに上智大に永久貸与した。現在は10年契約での更新で、土日は近隣区民が抽選で利用できる。

#### 四ッ谷門（四ッ谷見附)
現在の四ッ谷駅付近には、甲州道中へとつながる西の要衝として四ッ谷門が構えられていた。石組みがいくらか遺されている。

#### 市ヶ谷濠

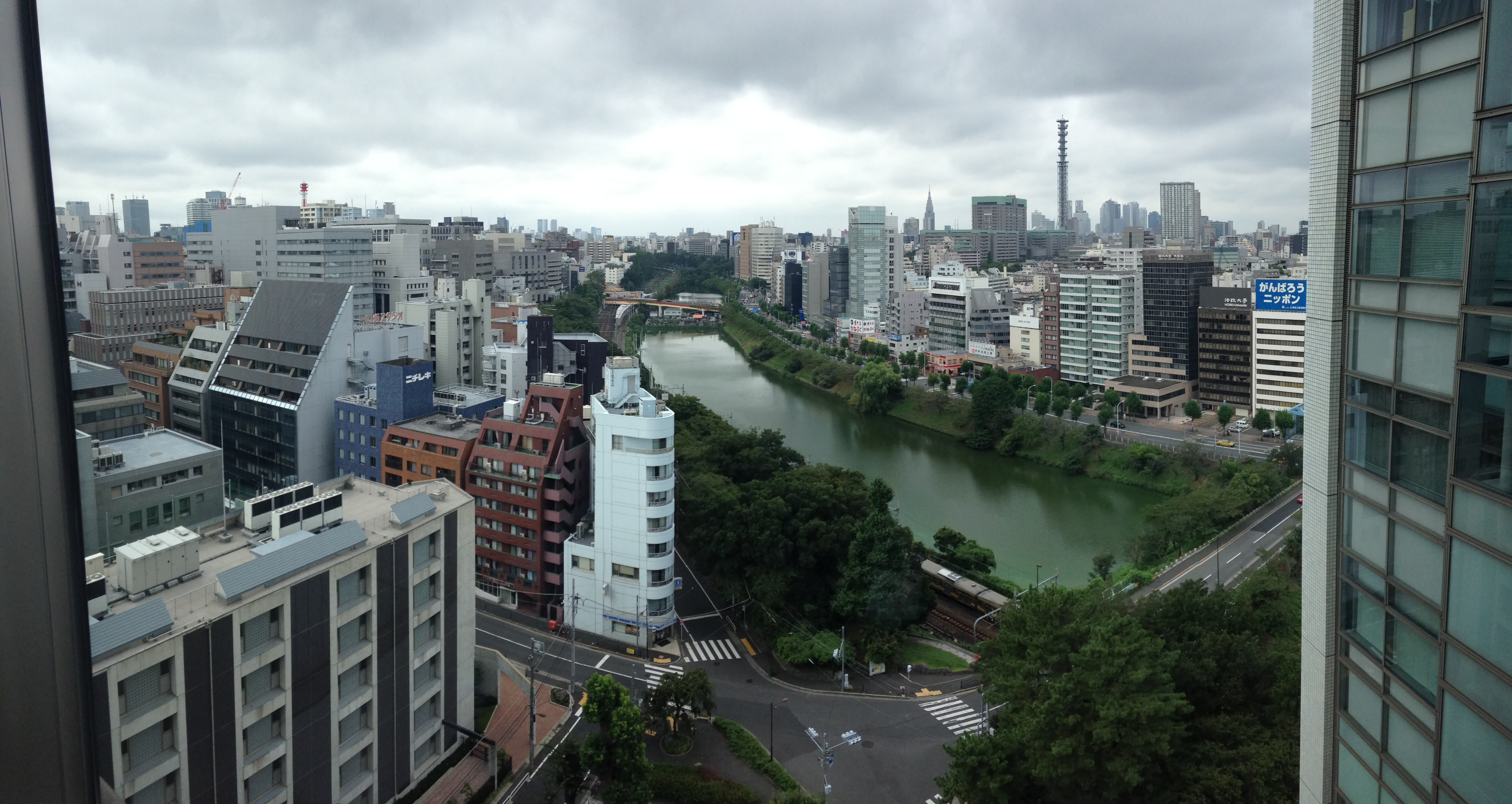
新見附橋付近から新見附濠を望む。遠端にJR市ヶ谷駅と釣り堀が見える

濠を一部埋める形でJR中央線が走るほか、南半は外濠公園の敷地であり、野球場やテニスコートなどがある。東半には水面を遺し、JR市ケ谷駅からの景観に独特の風致を与えている。

#### 市ヶ谷門（市ヶ谷見附）
JR市ヶ谷駅前付近に存在した。別名「桜の御門」と呼ばれ、春には桜が人々の目を楽しませたという。現在は、バラバラになった組石を数個遺すのみとなっている。なお、南北線駅に通じる地下コンコース内には濠の石組みが再現されているが、説明板によれば、これは雉子橋（上記#日本橋川の一部参照）付近から出土した石を移築したものである。

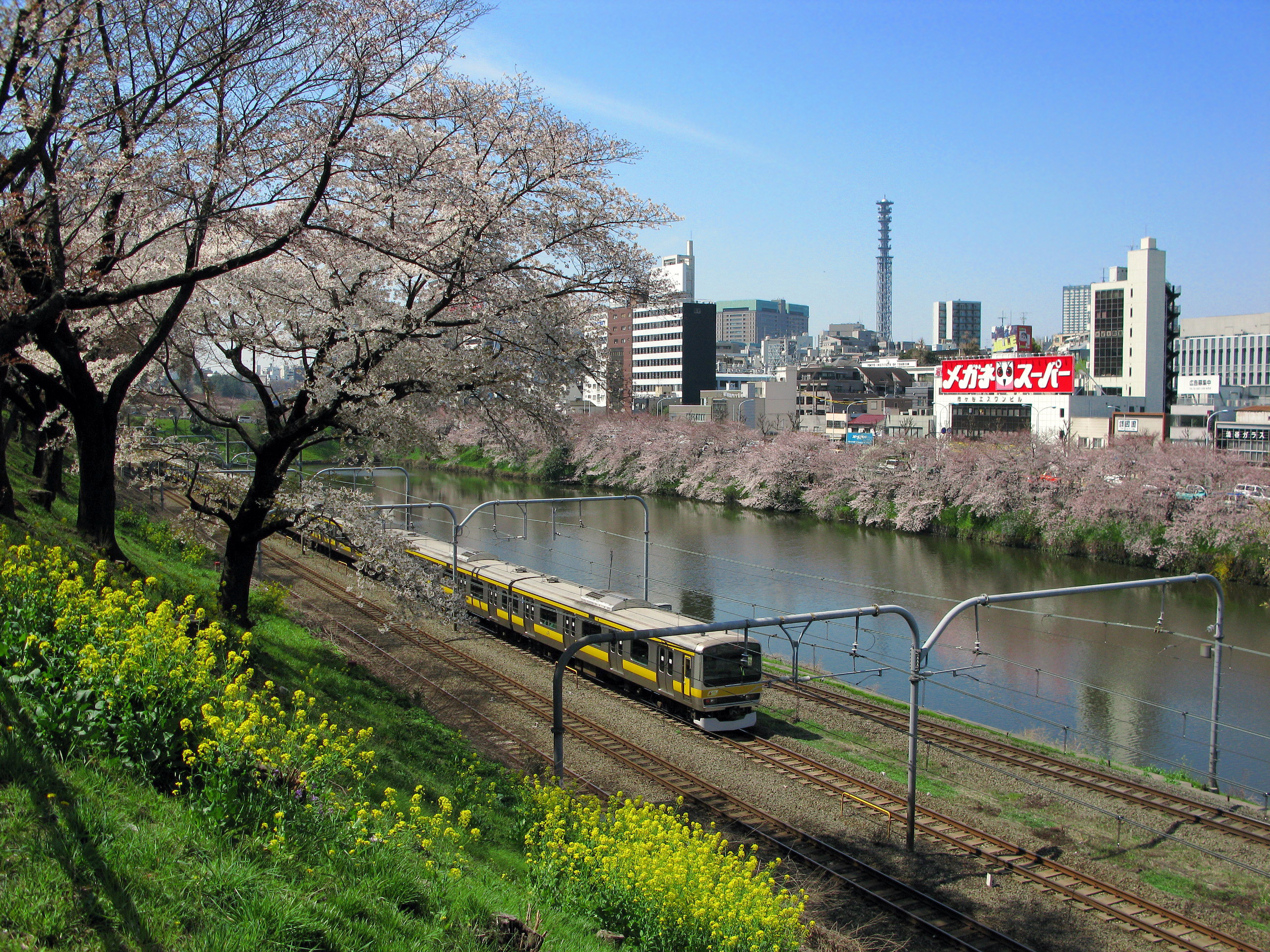
外濠公園より牛込濠と桜並木を望む

#### 新見附濠～新見附橋～牛込濠

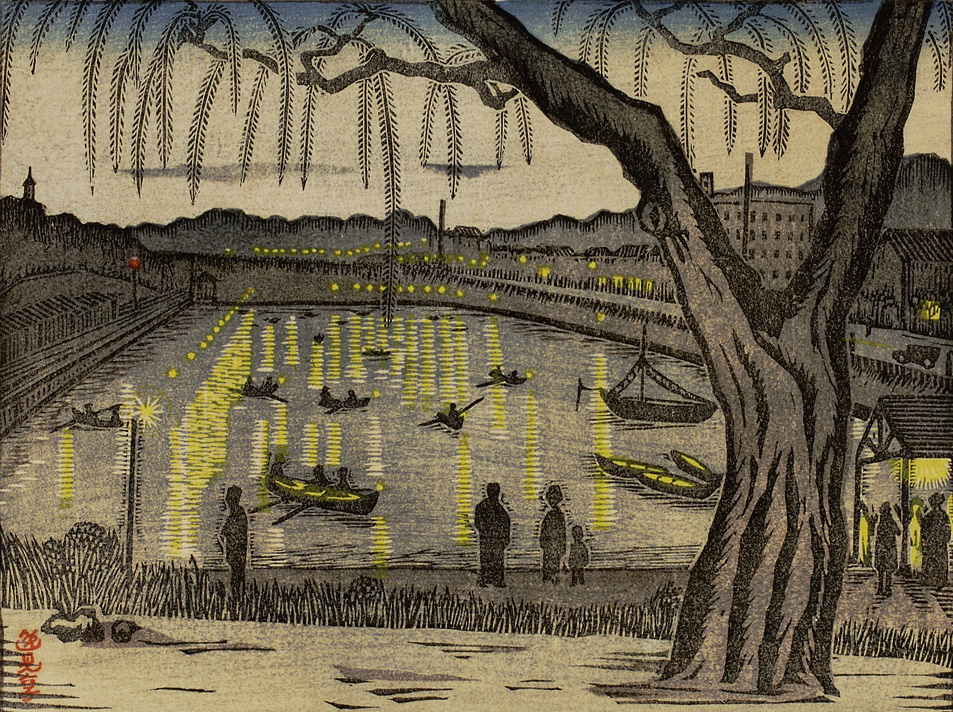
牛込見附付近から見た1930年頃の牛込濠。逸見享による版画

市ヶ谷門から牛込門までは、もともとあった川筋を拡張したもの。鉄道（現JR）の開通によってやや幅を狭めてはいるが、現在まで非常に広い水面を遺している。土手部分は外濠公園として遊歩道が整備され、春には桜の名所となる。
市ヶ谷門寄りには1950年代創設の釣り堀「市ヶ谷フィッシュセンター」があり、長年親しまれている。また牛込門寄りには、大正時代創設の東京最古のボート場「東京水上倶楽部」のデッキを転用したイタリアンレストラン「カナルカフェ」が営業している。その脇には、ややわかりにくいが、かつて旧牛込駅への通路であった遺構が残存する。
濠の下の地下部分には、東京メトロ有楽町線・南北線の連絡線および留置線が設けられている（旧・二代目飯田橋検車区）。
なお、新見附橋は明治期に新設されたものであり、新見附という見附が江戸時代に存在したわけではない。また、新見附橋のできる以前には、市ヶ谷門から牛込門までの全区間を牛込濠と呼んでいた。

#### 牛込門（牛込見附）
JR飯田橋駅西口近傍に2基の石組みが保存されており、江戸三十六見附の中でも最もよく往時の形を遺しているもののひとつ。また牛込橋のたもとにあたる部分にも石組みが遺されており、JR飯田橋駅のホームから見ることができる。
牛込門は上州道へ通じる北の関門であった。市ヶ谷門の桜に対し、こちらは「楓の御門」と呼ばれ、紅葉が美しかったという。

#### 飯田濠
牛込門の下には落し口（小さな滝）があったが、飯田濠までは東から舟が入ることができた。付近には神楽河岸、揚場町、軽子坂（軽子は人足の意という）など、荷揚げ場に関連する地名が残っている。
市街地再開発によって飯田濠を埋め立てビルを建設する計画が1972年に持ち上がり、地元の住民らは「飯田濠を守る会」を組織し反対運動を展開、機動隊が入るという最後の集会には加藤登紀子が応援に入ったりもしたが、最終的に埋め立てられ、1984年に住宅棟・事務所棟からなる複合施設「飯田橋セントラルプラザ」（1F～2Fはショッピングモール「飯田橋ラムラ」）が竣工している。なお、同ビルの外堀通り側には地元住民らを慰撫する目的も兼ね人工のせせらぎも設けられたが、近年はほとんど水を流していない。

## 神田川下流部
飯田橋駅東口の近辺で外濠は北からの神田川（旧称江戸川）と合流し、以東も神田川と呼ばれる。この部分は完全に人工的な水路である（本来の川筋は日本橋川（前述）である）。御茶ノ水駅近辺など、両岸に高い崖を見せ、北から南へ延びる尾根筋（神田山、駿河台）を強引に横断したものであることを物語る。現在まで暗渠化されることもなく、ゆたかな水面を維持し、東京の都市景観の大切な一要素となっている。
往時、隅田川までの間にさらに3つの門（小石川門、筋違門、浅草門（浅草橋門））があり、また水道橋、昌平橋をはじめいくつかの橋も架けられていた。

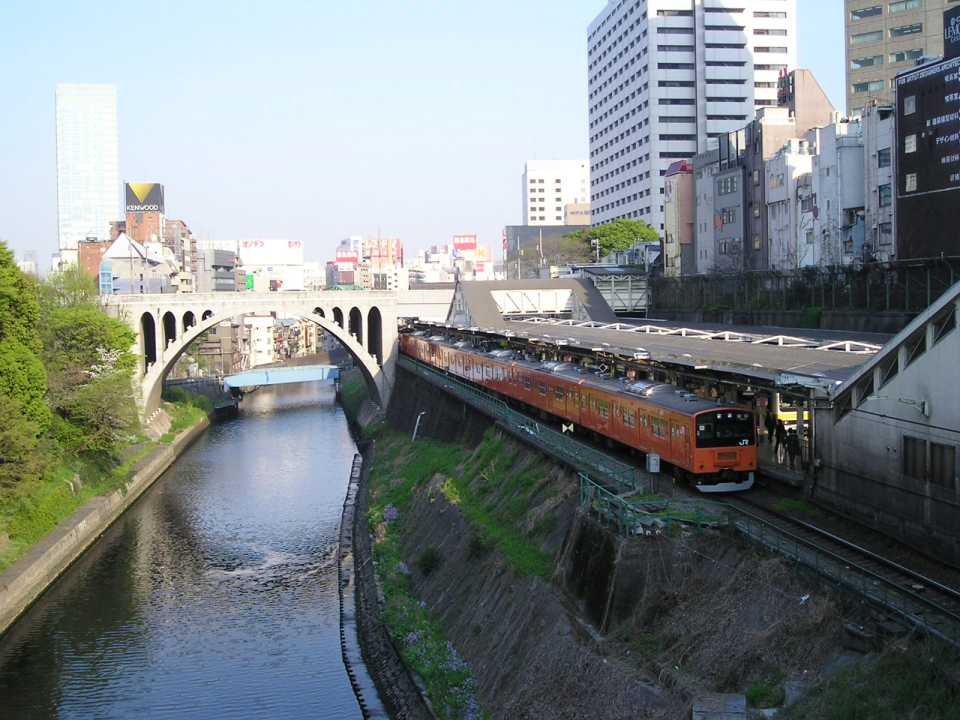
御茶ノ水橋から東の神田川
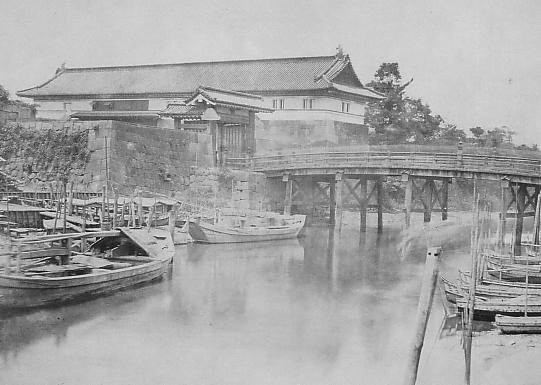
東方から望んだ往時の浅草門、現在の浅草橋とほぼ同じ位置にあった

## 関連文献
- 斎藤長秋 編「巻之三 天璣之部 溜池」『江戸名所図会』 2巻、有朋堂書店〈有朋堂文庫〉、1927年、31-35頁。NDLJP:1174144/20。

## 関連河川
- 神田川
- 日本橋川
- 汐留川
- 京橋川